# VMC (기업)
VMC (비스메이저 컴퍼니)는 대한민국의 힙합 레이블이다.
동명의 힙합 크루 비스메이저 (Vismajor)를 그 유래로 한다.
2014년 래퍼 딥플로우, 우탄 (Wutan), 아트 디렉터 로우디가 (Row Digga)가 함께 기존의 힙합 크루를 레이블의 형태로 확대·개편하여 설립했다. 대중음악인상 수상자인 딥플로우는 언론 인터뷰에서 기존에 크루였던 VMC을 레이블화한 지점에 대하여 "힙합 씬에서 크루는 부당한 대우를 받기 십상"이라며 레이블의 형태로 힙합 씬에서의 위치와 권리를 찾기를 원한다고 말했다. 이후 2023년 1월, 모든 아티스트의 계약을 종료하고 다시 크루 형태로 전환되었다.

## 소속 아티스트
- 딥플로우
- Freddi Casso
- 로우 디가
- 우탄
- 던밀스
- 넉살
- ODEE
- QM
- 버기
- 베이비 나인
- 이로한
- Los
- 파트 타임 쿡스
- 화지
- Brasco
- Staillest
- Van Ruther
- Ven
- HOLYDAY
- Rowdee

## 단체 앨범
- 2011년 디지털 싱글 Stay With Me
- 2013년 컴필레이션 RUN VMC
- 2017년 컴필레이션 VISTY BOYZ